# Coleophora necessaria
Coleophora necessaria é uma espécie de mariposa do gênero Coleophora pertencente à família Coleophoridae.